# Gwiazda Wysp Salomona
Gwiazda Wysp Salomona (ang. Star of the Solomon Islands) – najwyższe odznaczenie państwowe Wysp Salomona ustanowione w 1981. Nadawane jest najwyższym rangą przedstawicielom państw obcych. Żaden Salomończyk nie otrzymał tego odznaczenia.

## Odznaczeni
Pierwszą osobą odznaczoną tym odznaczeniem była w 1982 roku Elżbieta II.